# Jonathan Reis
Jonathan Jackson de Lima Reis (Contagem, 6 juni 1989) is een Braziliaans voormalig betaald voetballer die bij voorkeur uitkwam als centrumspits. Reis speelde onder meer voor PSV en Vitesse.

## Clubcarrière

### PSV Eindhoven (eerste periode)
Na een stage in september 2006 bij Ajax, maakte hij in oktober een succesvolle stageperiode door bij PSV. In december 2006 maakte PSV bekend dat hij in de zomer van 2007 de overstap van Clube Atlético Mineiro naar PSV zou maken. Toenmalig PSV-trainer Ronald Koeman zag in Reis vooral een versterking voor de toekomst. Reis ondertekende in Eindhoven een contract voor vijf seizoenen.
In mei 2007 won hij met de A1 van PSV het prestigieuze Terborg-toernooi. In de finale wordt met 3-2 van het Argentijnse Boca Juniors gewonnen. Reis scoorde twee keer. Ook werd hij bij de Otten Cup 2007 gekroond als beste aanvaller. In het seizoen 2007-2008 kwam Reis bij de A-selectie. Hier kwam hij in botsing met trainer Sef Vergoossen, nadat hij vond dat hij te weinig speeltijd kreeg, terwijl hem een verhuurperiode was ontzegd. Eind maart weigerde hij te spelen op een jeugdtoernooi van Borussia Dortmund, waarna hem een boete van 5.000 euro werd opgelegd. Hierna brak Reis zijn voet en miste daardoor het einde van de competitie, zijn voet werd in het gips gezet, maar dat haalde hij er zelf vroegtijdig af, waarna de medische staf van de club weigerde hem verder te behandelen.
Aan het begin van het seizoen seizoen 2008-2009 brak Jonathan dezelfde voet en miste zodoende de voorbereiding van het seizoen.

### Verhuur aan Tupi FC
In januari 2009 werd hij tot het einde van het seizoen 2008/09 verhuurd aan Tupi FC, nadat hij in conflict kwam met voormalig PSV-trainer Huub Stevens. Deze zou het onacceptabel gevonden hebben dat Reis te laat was teruggekomen van zijn vakantie en opnieuw geblesseerd raakte nadat hij zelf het gips van zijn voet verwijderd had.

### Terugkeer bij PSV Eindhoven
Aan het begin van het seizoen 2009/10 mocht hij verkocht worden. Hij kreeg echter tijdens de voorbereiding de kans van de dan net aangetreden trainer Fred Rutten en mocht blijven.
In het Europa League-duel in en tegen Sparta Praag viel hij in voor Danny Koevermans. In de 80e minuut scoorde hij de gelijkmaker (1-1) namens PSV.
In blessuretijd scoorde hij wederom de gelijkmaker (2-2) namens PSV uit een strafschop.
Reis was wederom doorslaggevend in het Europa League-duel tegen FC Kopenhagen, waarin hij de enige treffer maakte in de 72e minuut. Zijn eerste competitiedoelpunt voor PSV volgde drie dagen later, toen hij de 0-2 maakte in een met 0-4 gewonnen wedstrijd uit bij N.E.C.. Zijn eerste bekerdoelpunt voor PSV volgde weer drie dagen later. Reis maakte de 0-2 met een volley met de binnenkant van de voet. Op 26 november 2009 haalde Rutten hem definitief naar de A-kern van PSV, waar hij tot dan officieel nog een jeugdspeler was.

### Cocaïnegebruik; clubloos
Op 24 januari 2010 werd Reis op staande voet ontslagen. Reden hiervoor was het gebruik van verboden verdovende middelen en weigering van door de club aangeboden hulp hiervoor.

### PSV Eindhoven (tweede periode)
Nadat hij zich alsnog liet behandelen, kreeg hij in de zomer van 2010 de kans een nieuw contract te verdienen bij PSV. Zijn prestaties in de voorbereiding leidden ertoe dat Reis en technisch directeur Marcel Brands een eenjarig contract overeenkwamen met een optie dat tot 2014 te verlengen.
Op 19 september 2010 werd Reis in alle vroegte achter het stuur in zijn auto betrapt nadat hij te veel alcohol had gebruikt. Op het politiebureau van Weert blies hij tijdens een ademanalyse 620 ug/l, bijna drie keer zoveel als toegestaan. Daarop werd zijn rijbewijs ingevorderd. Ook kreeg hij een proces-verbaal, zo maakte de politie van Limburg-Noord maandagmorgen 20 september 2010 bekend. De voetballer kon zich tijdens de politiecontrole niet goed verstaanbaar maken, reden waarom de agenten hem meenamen naar het bureau.
PSV liet hierna Reis drie weken meedraaien in het Nationaal Zweminstituut Eindhoven. De club hoopte dat de kennismaking met een andere topsportcultuur met een veel strakkere discipline, de voetballer zou inspireren tot professioneler gedrag.
Op 19 december 2010 raakte Reis ernstig geblesseerd in het duel met Roda JC Kerkrade. Eerst werd gedacht dat alleen zijn knieschijf uit de kom geraakt was, een dag later werd duidelijk dat zijn gehele knie ontwricht was en daardoor zijn voorste kruisband, achterste kruisband en mediale band gescheurd waren. De herstelperiode duurde zo lang dat Reis het gehele seizoen 2010/2011 niet meer in actie is gekomen.
PSV had tot 1 mei 2011 de tijd om het contract van Reis te verlengen met drie jaar tot 2014, echter vond PSV dit een te groot risico. PSV wilde een contract van slechts een jaar met Reis afsluiten. De impasse in de onderhandelingen tussen Reis en PSV bleef bestaan waardoor zijn contract per 1 juli 2011 afliep.

### Clubloos
Vanaf juli 2011 vervolgde Reis zijn herstel zonder contract bij een betaald voetbal organisatie. Op 24 oktober 2011 keerde hij terug naar Eindhoven en verbleef hij gedurende een week om zich medisch te laten keuren bij Topsupport, medisch partner van PSV. Een mogelijke terugkeer bij PSV werd niet uitgesloten; de gesprekken met hoofdcoach Fred Rutten verliepen goed, zoals Reis zelf aangaf. In november 2011 deed PSV een aanbod voor een contract voor het lopende seizoen, maar Reis ging uiteindelijk niet op dat aanbod in.

### Vitesse
Op 4 december 2011 werd bekend dat Jonathan Reis een contract had getekend bij Vitesse tot het einde van het seizoen 2011/12, met optie tot verlenging. Onder begeleiding van zijn eigen fysiotherapeut, Eduardo Santos, hervat Reis zijn revalidatie op Papendal; vanaf 8 december 2011 trainde Reis beperkt mee met zijn nieuwe ploeggenoten.
Op 22 januari 2012 maakte Reis zijn debuut voor Vitesse en zijn rentree in de Eredivisie met een basisplaats in de wedstrijd tegen N.E.C. nadat Reis een paar dagen eerder al zijn officieuze debuut had gemaakt tegen Zondaghoofdklasser Alcides uit Meppel. Op 27 juni 2012 werd bekend dat Reis voor nog eens vier jaar aan Vitesse verbonden zal blijven. Op 17 september 2013 werd bekend dat de Braziliaanse aanvaller is 'verbannen' naar het tweede elftal. Dat bevestigde trainer Peter Bosz in gesprek met De Gelderlander. Als reden werd genoemd dat Reis zich buiten het team plaatste. Op 26 november 2013 werd bekend dat het lopende contract van Reis op 1 december wordt ontbonden. Hij wil samen met zijn familie terug naar Brazilië.

### Terug in Brazilië
Reis keerde terug naar Brazilië waar hij begin 2014 bij EC Bahia tekende, maar na slechts 10 dagen werd het contract weer ontbonden. Daarna speelde Reis in Brazilië voor de kleinere clubs Tombense en Campolina, beiden uit de staat Minas Gerais. Begin 2015 speelde hij de Copa Itatiaia namens Brumadinho. Proefperiodes bij Irtysh Pavlodar uit Kazachstan en Espérance de Tunis uit Tunesië in januari en februari 2015 leverden geen nieuw profcontract op.

### Boluspor
Op 29 juli 2015 werd bekend dat Reis een contract had getekend bij het Turkse Boluspor, dat uitkomt in de TFF 1. Lig. Hij tekende een contract voor een jaar met een optie van nog een jaar. Daar waren er eerst problemen met zijn overschrijving en kampte hij vervolgens met overgewicht. Per 1 januari 2016 werd zijn contract ontbonden.

### Japan
In 2016 tekende Reis een contract bij Japans tweedeklasser Consadole Sapporo. Met de club werd hij in 2016 direct kampioen in de J-League 2 en hij scoorde zeven doelpunten. Ook in de J-League speelde hij aanvankelijk geregeld en scoorde in 2017 zes keer. Door blessures kwam hij echter steeds minder aan bod. In september 2018 ging hij naar Albirex Niigata in de J-League 2. Daar kwam hij vanwege een blessure niet in actie en eind 2018 liep zijn contract af. 
In maart 2019 was hij kort in Indonesië. Hij had al getekend bij Bhayangkara FC en zat bij een wedstrijd voor de Presidentsbeker op de bank, maar nadat Reis weer last kreeg van zijn knie wilde de club hem meer testwedstrijden laten spelen. Hierop besloot hij een punt te zetten achter zijn professionele loopbaan. Sindsdien is Reis actief als jeugdtrainer van Brumadinho.

## Carrière

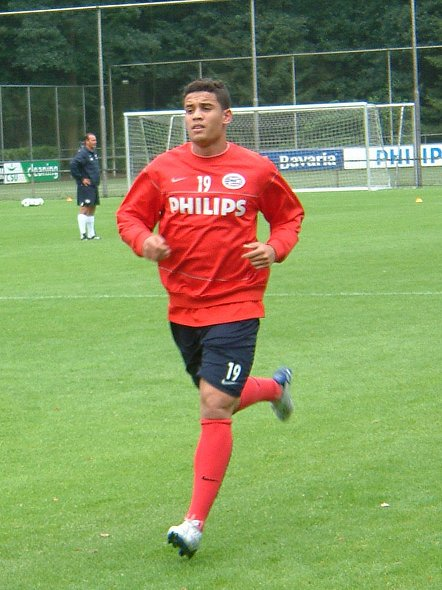
Reis bij PSV

| Seizoen | Club              | Wedstrijden | Doelpunten | Competitie                    |
| ------- | ----------------- | ----------- | ---------- | ----------------------------- |
| 2007/08 | PSV               | 3           | 0          | Eredivisie                    |
| 2008/09 | → Tupi FC (huur)  | 22          | 1          | Campeonato Brasileiro Série D |
| 2009/10 | PSV               | 12          | 3          | Eredivisie                    |
| 2009/10 | Geen club *       | -           | -          | -                             |
| 2010/11 | PSV               | 11          | 8          | Eredivisie                    |
| 2011/12 | Vitesse           | 9           | 0          | Eredivisie                    |
| 2012/13 | Vitesse           | 29          | 7          | Eredivisie                    |
| 2013/14 | Vitesse           | 4           | 1          | Eredivisie                    |
| 2014/15 | EC Bahia          | 0           | 0          | Campeonato Brasileiro Série A |
| 2015/16 | Boluspor          | 0           | 0          | TFF 1. Lig                    |
| 2016    | Consadole Sapporo | 24          | 7          | J2 League                     |
| 2017    | Consadole Sapporo | 12          | 6          | J1 League                     |
| 2018    | Consadole Sapporo | 4           | 0          | J1 League                     |
| 2018    | Albirex Niigata   | 0           | 0          | J2 League                     |
| 2019    | Bhayangkara FC    | 0           | 0          | Liga 1                        |
| Totaal  |                   | 124         | 31         |                               |

Bijgewerkt t/m 20 maart 2019
0* Reis werd door PSV ontslagen, daardoor werd hij clubloos.

## Erelijst
- Eredivisie: 2008
- Johan Cruijff Schaal: 2009
- J-League 2: 2016